# Chersodromia suda
Chersodromia suda är en tvåvingeart som beskrevs av Adrian R.Plant 1995. Chersodromia suda ingår i släktet Chersodromia och familjen puckeldansflugor.
Artens utbredningsområde är Malta. Inga underarter finns listade i Catalogue of Life.